# Reconocimiento de firmas
El reconocimiento de firmas manuscritas es una de las modalidades conductuales de la biometría. En función del procedimiento de adquisición de la firma pueden establecerse dos categorías de reconocimiento:

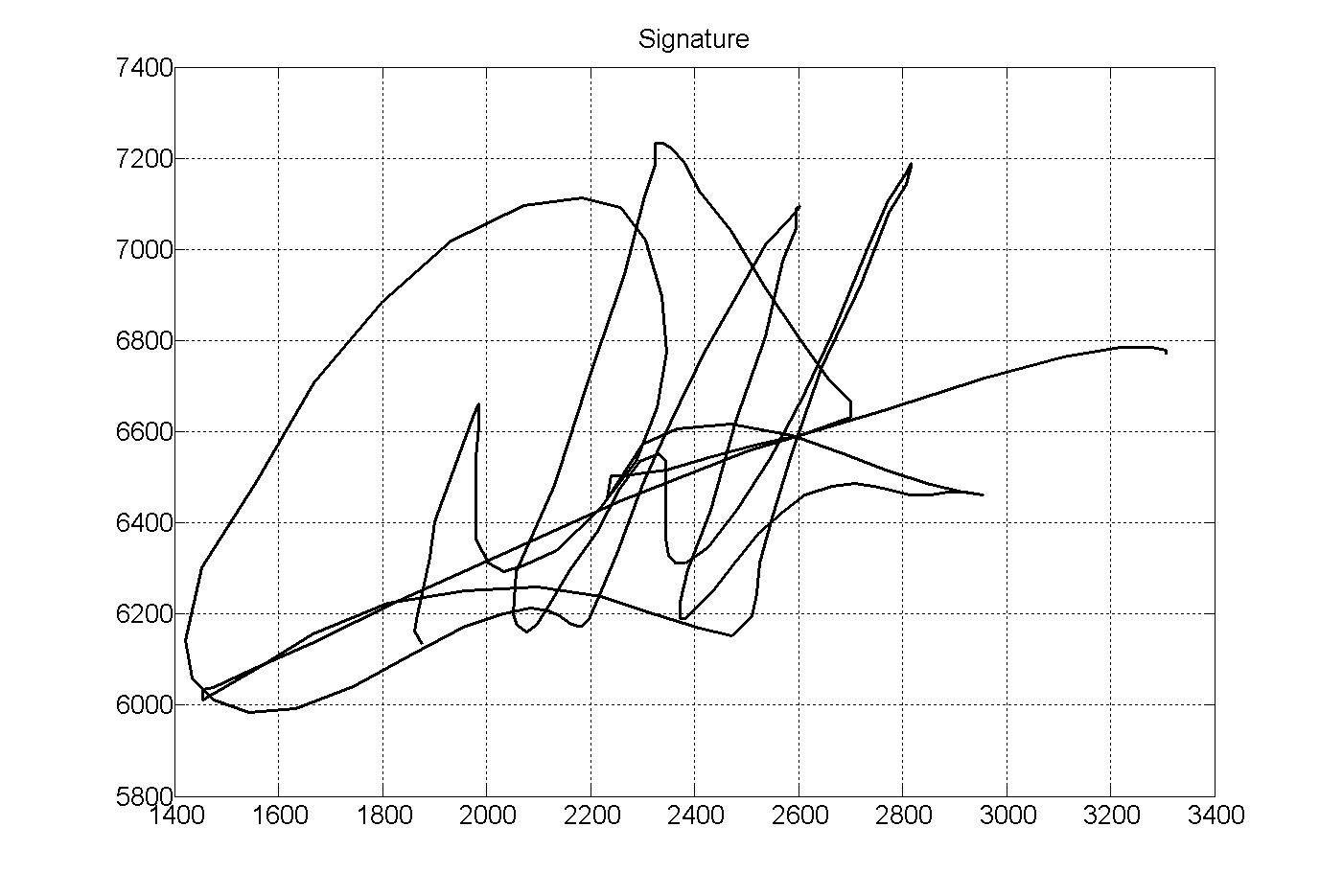
Ejemplo de firma dinámica. La información dinámica asociada a esta firma se muestra en la gráfica de la derecha.

Estático: En este modo, los usuarios firman sobre papel y la introducción de la firma en un ordenador para su posterior análisis se lleva a cabo mediante un escáner o cámara de fotos. Esta modalidad también se conoce como «off-line».
Dinámico: En este modo, los usuarios realizan su firma sobre una tableta digitalizadora, PDA, etc., que adquiere la firma en tiempo real, simultáneamente durante su realización. Esta modalidad también recibe el nombre de «on-line». La información dinámica suele incluir las siguientes funciones:
- Coordenada espacial x(t)
- Coordenada espacial y(t)
- Presión p(t)
- Azimuth az(t)
- Inclinación in(t)

El estado del arte en reconocimiento de firmas puede encontrarse en las últimas competiciones internacionales llevadas a cabo. Las técnicas más populares de reconocimiento de patrones aplicadas al reconocimiento de firmas son el alineamiento temporal dinámico (Dynamic Time Warping, DTW), los modelos ocultos de Markov (Hidden Markov Models, (HMM) y la Cuantificación Vectorial (Vector Quantization, VQ). También existen sistemas que combinados, como por ejemplo VQ-DTW.

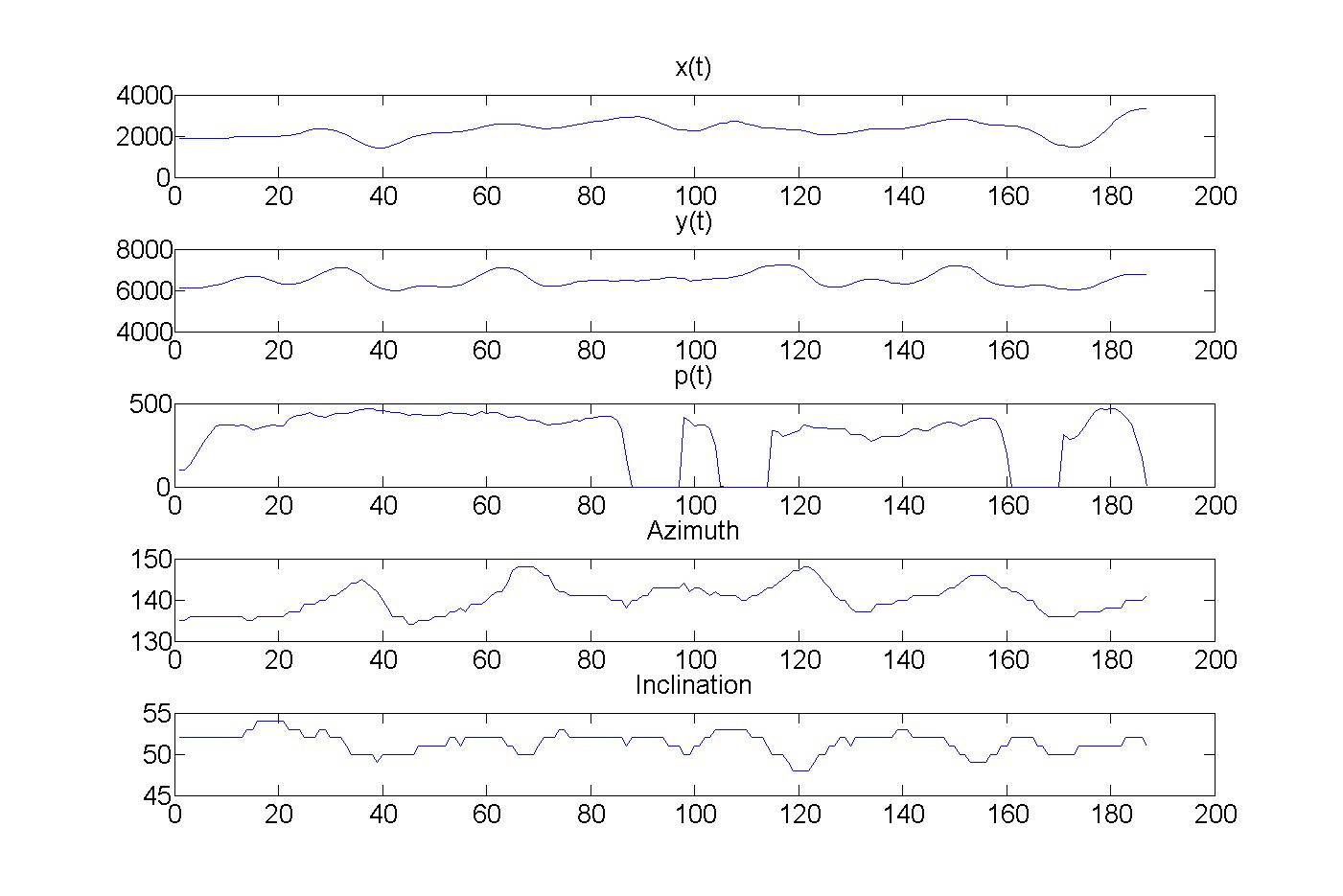
Ejemplo de información dinámica de una firma. Mirando la gráfica de la presión se observa que el firmante ha levantado el lápiz tres veces durante el proceso de realización de la firma (áreas con presión igual a cero).

## Técnicas relacionadas
Otra posibilidad para llevar a cabo el reconocimiento biométrico de personas a partir de actos grafoescriturales es mediante la escritura manuscrita (véase Reconocimiento de escritores). En los últimos años se han propuesto diversas alternativas.

## Bases de datos
Existen diversas bases de datos públicas, siendo las más populares SVC, y MCYT (Ministerio de Ciencia y Tecnología).